# Clyde Barrow

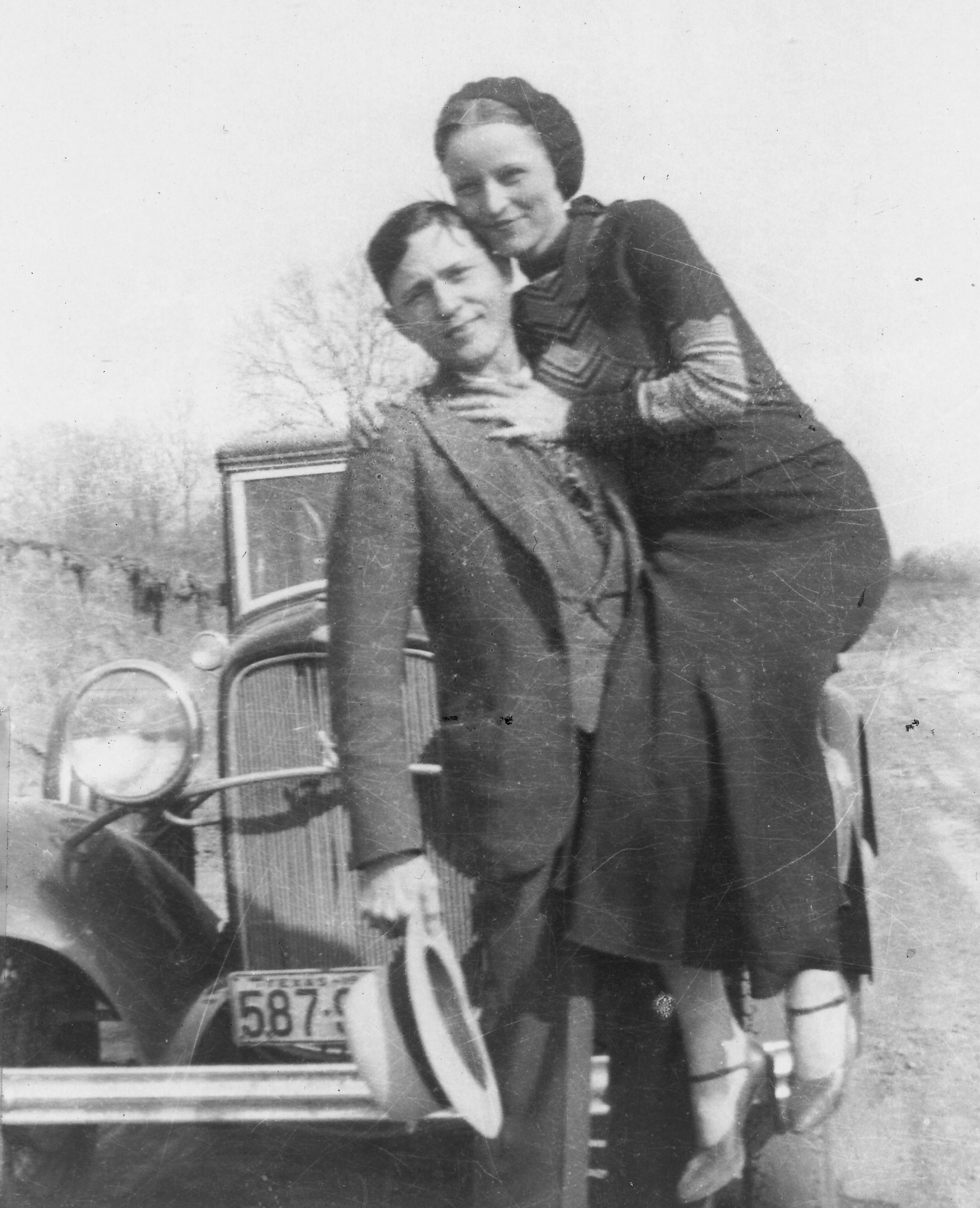
Clyde Barrow (links) met Bonnie Parker

Clyde Chestnut Barrow (Telico, (Texas), 24 maart 1909 – Gibsland, (Louisiana), 23 mei 1934) vormde samen met Bonnie Parker het beruchte Amerikaanse duo Bonnie en Clyde.

## Biografie
Clyde werd geboren als een van vele kinderen in een arm boerengezin. In 1926 ging hij het criminele pad op, en werd hij opgepakt voor autodiefstal. Niet afgeschrikt door zijn arrestatie, volgde de jaren erna een reeks van - vooral succesvolle - berovingen in de omgeving van Dallas. Net na zijn eerste ontmoeting met Bonnie, in de omgeving van Oak Cliff in Texas, werd hij gearresteerd en naar de gevangenis gebracht. Zijn ontsnapping was slechts ten dele succesvol: Clyde was een week lang vrij, voordat hij in Ohio weer werd opgepakt. Clyde bleef vervolgens tot 1932 achter de tralies. 
Na zijn vrijlating stal hij met Bonnie een auto in Texas. Aan de politieachtervolging die daarop volgde, ontsnapte Clyde, maar Bonnie belandde enkele maanden in de gevangenis. In juni 1932 kwam ze vrij.
Er werd beweerd dat Barrow een brief naar Ford heeft geschreven, waarin hij hun "heerlijke auto" (dandy car) prijst, en ondertekende met "Clyde Champion Barrow", hoewel de echtheid van het handschrift nooit is bewezen (Ford ontving rond diezelfde tijd overigens een soortgelijke brief van iemand die zich John Dillinger noemde, en gebruikte beide brieven voor hun auto-advertenties). 
Clyde Barrow kwam in 1934 om het leven in een politiehinderlaag. Hij ligt begraven in de Western Heights Cemetery.